# Кубок НДР з футболу 1983—1984
Кубок НДР з футболу 1983—1984 — 33-й розіграш кубкового футбольного турніру в Німецькій Демократичній Республіці після закінчення Другої світової війни. У кубку взяли участь 89 команд. Переможцем кубка Німеччини вп'яте стало Динамо (Дрезден).

## Попередній раунд
| Команда 1                           | Рахунок | Команда 2                     |
| ----------------------------------- | ------- | ----------------------------- |
| 6 серпня 1983                       |         |                               |
| Галблайтерверк (Франкфурт-на-Одері) | 1:2     | Активіст (Бріске-Зенфтенберг) |
| Грайфсвальд                         | 3:2     | Динамо (Фюрстенвальде)        |
| Мотор (Штайнах)                     | 0:4     | Мотор (Вердау)                |

## Перший раунд
| Команда 1                     | Рахунок      | Команда 2                      |
| ----------------------------- | ------------ | ------------------------------ |
| 14 серпня 1983                |              |                                |
| Мотор (Карл-Маркс-Штадт)      | 5:1          | Рула                           |
| Форвертс (Дессау)             | 3:1          | Шталь (Геннігсдорф)            |
| Форвертс (Каменц)             | 2:3          | Шталь (Айзенгюттенштадт)       |
| Мотор (Зуль)                  | 4:1 дч       | Хемі (Маркклеберг)             |
| Мотор (Айзенах)               | 1:3          | Динамо (Айслебен)              |
| Мотор (Гермсдорф)             | 1:6          | Хемі (Белен)                   |
| Форвертс (Плауен)             | 0:2          | Активіст Калі Верра (Тіфенорт) |
| Локомотив (Котбус)            | 0:3          | Ротатіон (Берлін)              |
| Фортшрітт (Нойштадт)          | 3:2          | Локомотив (Дрезден)            |
| Локомотив (Штендаль)          | 0:1          | Хемі (Премніц)                 |
| Мотор (Альтенбург)            | 1:3          | Вісмут (Гера)                  |
| Шталь (Бланкенбург)           | 3:5          | Мотор (Нордгаузен)             |
| КВО Берлін                    | 5:2          | Форвертс (Нойбранденбург)      |
| Бергманн-Борсіг               | 1:5          | Хемі (Шведт)                   |
| Шталь (Бранденбург)           | 5:1          | Мотор (Шенебек)                |
| Верітас (Віттенберге-Бреезе)  | 2:5 дч       | Айнгайт (Вернігероде)          |
| Гідравлік (Пархім)            | 1:5          | Бау (Росток)                   |
| Вісмар                        | 2:0          | Динамо (Шверін)                |
| Форвертс (Бад-Зальцунген)     | 0:2          | Мотор (Веймар)                 |
| Форвертс (Гагенов)            | 2:0          | Шиффарт/Гафен (Росток)         |
| Форвертс-2 (Штральзунд)       | 0:5          | ІШГ Шверін                     |
| Фортшрітт (Віттсток)          | 1:0          | Енергі (Котбус)                |
| Айнгайт (Темплін)             | 0:2          | Форвертс (Штральзунд)          |
| Активіст (Гоммерн)            | 1:2          | Шталь (Тале)                   |
| Активіст (Ешпенгайн)          | 1:4          | Заксенрінг (Цвікау)            |
| Ауфбау (Крумгермершдорф)      | 1:2          | Гредіц                         |
| Хемі (Цайц)                   | 0:3          | Глюкауф (Зондерсгаузен)        |
| Єнапгарм (Єна)                | 0:4          | Мотор (Рудішлебен)             |
| Мотор (Еберсвальде)           | 3:2          | Локомотив/Арматурен (Пренцлау) |
| Мотор-2 (Нордгаузен)          | 1:3          | Хемі (Ільменау)                |
| Вісмут (Пірна-Копіц)          | 4:4 пен. 3:1 | Активіст Шварце Пумпе          |
| Активіст (Кнаппенроде)        | 1:4          | Фортшрітт (Бішофсверда)        |
| ЕАБ 47 Берлін                 | 1:2          | Мотор (Бабельсберг)            |
| Активіст (Бріске-Зенфтенберг) | 4:1          | Хемі (Вольфен)                 |
| Мотор (Вердау)                | 0:2 дч       | Хемі Буна (Шкопау)             |
| Грайфсвальд                   | 0:3          | Пошт (Нойбранденбург)          |

## Проміжний раунд
| Команда 1                      | Рахунок      | Команда 2                     |
| ------------------------------ | ------------ | ----------------------------- |
| 3 вересня 1983                 |              |                               |
| Заксенрінг (Цвікау)            | 2:0          | Хемі (Ільменау)               |
| Динамо (Айслебен)              | 2:3          | Мотор (Рудішлебен)            |
| Айнгайт (Вернігероде)          | 2:0          | Мотор (Зуль)                  |
| КВО Берлін                     | 1:2          | Форвертс (Дессау)             |
| Активіст Калі Верра (Тіфенорт) | 2:3          | Мотор (Карл-Маркс-Штадт)      |
| Форвертс (Штральзунд)          | 4:1 дч       | Мотор (Еберсвальде)           |
| Шталь (Тале)                   | 1:0          | Мотор (Веймар)                |
| Глюкауф (Зондерсгаузен)        | 2:5          | Хемі Буна (Шкопау)            |
| Пошт (Нойбранденбург)          | 4:1          | Бау (Росток)                  |
| ІШГ Шверін                     | 1:2          | Хемі (Премніц)                |
| Вісмут (Пірна-Копіц)           | 1:5          | Вісмут (Гера)                 |
| Фортшрітт (Віттсток)           | 3:4          | Шталь (Бранденбург)           |
| Форвертс (Гагенов)             | 0:3          | Ротатіон (Берлін)             |
| Хемі (Шведт)                   | 4:1          | Вісмар                        |
| Мотор (Нордгаузен)             | 1:1 пен. 3:4 | Гредіц                        |
| Фортшрітт (Нойштадт)           | 0:2          | Хемі (Белен)                  |
| Мотор (Бабельсберг)            | 5:3          | Фортшрітт (Бішофсверда)       |
| Шталь (Айзенгюттенштадт)       | 1:2          | Активіст (Бріске-Зенфтенберг) |

## 1/16 фіналу
| Команда 1                     | Рахунок | Команда 2                     |
| ----------------------------- | ------- | ----------------------------- |
| 17 вересня 1983               |         |                               |
| Ротатіон (Берлін)             | 0:6     | Локомотив (Лейпциг)           |
| Мотор (Рудішлебен)            | 1:4     | Карл Цейс                     |
| Вісмут (Гера)                 | 0:3     | Рот-Вайс (Ерфурт)             |
| Айнгайт (Вернігероде)         | 0:2     | Карл-Маркс-Штадт              |
| Мотор (Карл-Маркс-Штадт)      | 1:4     | Мотор (Бабельсберг)           |
| Заксенрінг (Цвікау)           | 2:0     | Хемі (Лейпціг)                |
| Форвертс (Штральзунд)         | 1:0     | Уніон (Берлін)                |
| Форвертс (Дессау)             | 0:7     | Шталь (Різа)                  |
| Хемі Буна (Шкопау)            | 0:4     | Динамо (Дрезден)              |
| Хемі (Премніц)                | 1:5     | Динамо (Берлін)               |
| Хемі (Шведт)                  | 1:3     | Ганза                         |
| Активіст (Бріске-Зенфтенберг) | 0:4     | Форвертс (Франкфурт-на-Одері) |
| Шталь (Бранденбург)           | 3:0     | Пошт (Нойбранденбург)         |
| Гредіц                        | 0:1     | Хемі (Галлешер)               |
| Хемі (Белен)                  | 0:3     | Вісмут Ауе                    |
| Шталь (Тале)                  | 0:5     | Магдебург                     |

## 1/8 фіналу
| Команда 1                     | Рахунок | Команда 2             |
| ----------------------------- | ------- | --------------------- |
| 14 жовтня 1983                |         |                       |
| Карл Цейс                     | 4:1     | Заксенрінг (Цвікау)   |
| 15 жовтня 1983                |         |                       |
| Локомотив (Лейпциг)           | 0:2     | Магдебург             |
| Вісмут Ауе                    | 4:2     | Мотор (Бабельсберг)   |
| Форвертс (Франкфурт-на-Одері) | 4:2     | Шталь (Бранденбург)   |
| Ганза                         | 1:3     | Карл-Маркс-Штадт      |
| Рот-Вайс (Ерфурт)             | 0:5     | Динамо (Дрезден)      |
| Шталь (Різа)                  | 3:1     | Форвертс (Штральзунд) |
| Динамо (Берлін)               | 5:2     | Хемі (Галлешер)       |

## 1/4 фіналу
| Команда 1                     | Рахунок | Команда 2       |
| ----------------------------- | ------- | --------------- |
| 3 грудня 1983                 |         |                 |
| Карл-Маркс-Штадт              | 2:0     | Шталь (Різа)    |
| Форвертс (Франкфурт-на-Одері) | 2:3     | Карл Цейс       |
| Вісмут Ауе                    | 3:4     | Динамо (Берлін) |
| Динамо (Дрезден)              | 2:0     | Магдебург       |

## 1/2 фіналу
| Команда 1        | Рахунок | Команда 2        |
| ---------------- | ------- | ---------------- |
| 28 квітня 1984   |         |                  |
| Динамо (Берлін)  | 2:1     | Карл-Маркс-Штадт |
| Динамо (Дрезден) | 3:0     | Карл Цейс        |

## Фінал
| 26 травня 1984 |

| Динамо (Берлін)              | 2:1      | Динамо (Дрезден) |
| ---------------------------- | -------- | ---------------- |
| Дернер 81' Гефнер 83' (пен.) | Протокол | Троппа 85'       |

| Стадіон Всесвітньої молоді, Східний Берлін Глядачів: 48 000 Арбітр: Вольфганг Геннінг |